# Kae Araki
Pour les articles homonymes, voir Araki.
Kae Araki (荒木 香恵, Araki Kae), née un 6 novembre 1966, est une seiyū (doubleuse japonaise) indépendante.

## Rôles notables
- Chibi-Usagi (la fille de Bunny) dans Sailor Moon
- Minnie May dans Gunsmith Cats
- Miaka Yuuki dans Fushigi Yūgi
- Cas dans Mobile Fighter G Gundam
- Hilde Schbeiker dans New Mobile Report Gundam Wing
- Akane dans Cardcaptor Sakura
- Hikari Yagami et Patamon dans Digimon
- Yōshiko Oroshiya et Funny Face #2 dans Keio Flying Squadron 2